# Zelená liška (sídliště)

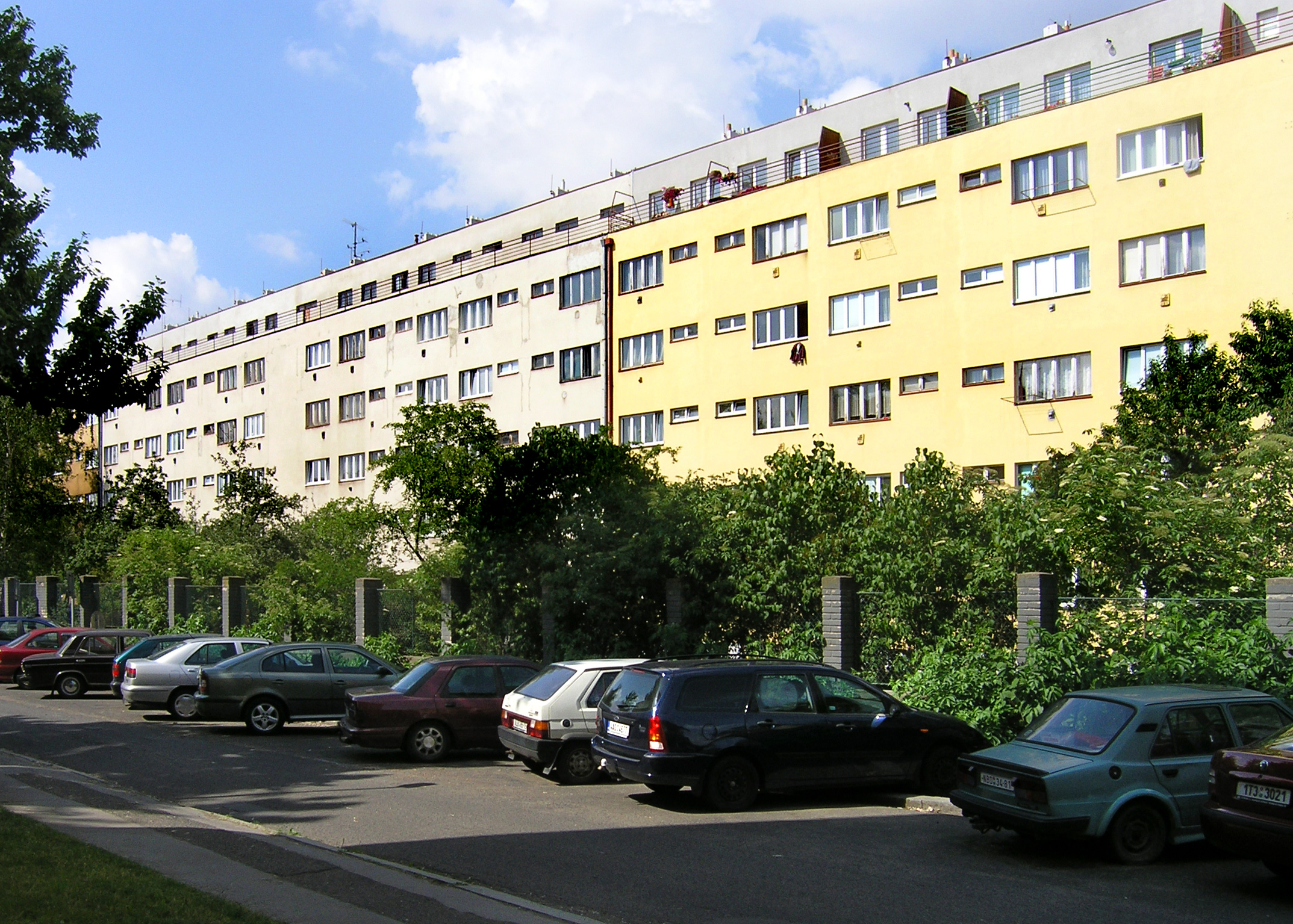
ulice Obětí 6. května

Zelená liška nebo také Na lišce (německy Grüner Fuchs) je místní pojmenování pro část pražské Pankráce, která se nachází na rozhraní městských čtvrtí Nusle, Michle a Krč v městské části Praha 4 (dnes mezi stanicemi Pankrác a Budějovická na lince C pražského metra). Původně tento název nesl zájezdní hostinec Zelená liška. 

## Lokalizace
Lokalita je ohraničena ulicemi Budějovická, Olbrachtova a Na Strži. Jihozápadním směrem se nalézá krčská usedlost Ryšánka a dále branické usedlosti Zemanka a Dobeška, pod Dobeškou pak Branická skála; severozápadně odtud leží Kavčí hory se sídlem České televize, dále za nimi pak Vyšehrad. Jižním směrem leží Krčské údolí a Kačerov, východně čtvrť Michle, severovýchodně usedlost a bývalá nouzová kolonie Reitknechtka (automotoklub Nusle), severním směrem se nalézá Nuselské údolí a za ním pak centrum hlavního města.
Zatímco sídliště Zelená liška bylo postaveno jihozápadně od tehdejší Budějovické ulice (dnes 5. května), stála usedlost a restaurace  Zelená liška, po které bylo sídliště pojmenováno, na druhé straně této komunikace. V době, kdy ulicí 5. května projížděly tramvaje (nahrazeny metrem), jmenovala se Zelená liška i zastávka tramvaje. Nyní ( v roce 2021) se tak nazývá stanice městského autobusu 134 na Budějovické ulici.

## Historie
Místo nese své pojmenování podle původního zájezdního hostince Zelená liška, který zde stával od poloviny 18. století při cestě z Prahy do Benešova, Tábora a Českých Budějovic; název se odvozoval od vyobrazení zelené lišky na dřevěném štítu, který původně visel venku nad vraty, později uvnitř hostince. 
Vlastní budovu někdejšího zájezdního hostince pohltila na konci 19. století stále se rozšiřující městská zástavba. Dům někdejšího hostince se stal součástí místního průmyslového komplexu, ve kterém nejprve sídlila obuvnická firma, od roku 1922 pak Zbrojovka F. Janečka, podnik známého českého podnikatele Františka Janečka, pozdější továrna na výrobu motocyklů značky Jawa.
Místo je dodnes připomínáno také v názvu místní ulice Za Zelenou liškou, jež vede od původní Zelené lišky jihozápadním směrem k místní bývalé základní škole (v současnosti Husitská teologická fakulta Univerzity Karlovy) nedaleko od Nuselského  hřbitova. Kromě bývalého podniku Jawa (a pozdějšího závodu ČKD Polovodiče) se poblíž nachází stavba vodojemu vršovické vodárny.

## Sídliště sociálních bytů
V roce 1930 vypsal Magistrát města Prahy spolu s Ústřední sociální pojišťovnou architektonickou soutěž na sídliště s minimálními sociálními byty v několika pražských lokalitách. Na základě této soutěže bylo v letech 1932-1938 podle projektu architekta Antonína Černého postaveno funkcionalistické sídliště Zelená liška. Na projektu se podíleli i další architekti, například František Albert Libra, Jiří Kan, Bohumír Kozák a Ladislav Kozák. Součástí sídliště byla funkcionalistická strojní prádelna z roku 1932 (v roce 1945 sloužila jako márnice pro stovky padlých a zavražděných nuselských občanů zejména z okolí a Jezerky během květnového povstání), která sloužila až do roku 1995 a v roce 2006 byla zbourána.

## Veřejná doprava
V minulosti zde vedla tramvajová trať ulicí 5. května směrem od Nuselské radnice a Pankrácké vozovny (dnes tudy vede Severojižní magistrála) do Budějovické ulice a odtud dále na Lísek (což je pozdější Budějovické náměstí), Kačerov a Ryšánku (linky č. 3, 14 a 13). Poblíž někdejšího nedalekého autobusového nádraží Pankrác se také nacházela konečná stanice trolejbusové trati, která odtud kdysi vedla až do centra města na Václavské náměstí (linka č. 55).
Kromě metra je lokalita obsluhována linkami městských autobusů.